# Ragnar Finsson
Ragnar Finsson (født 1996) er en færøsk punkrock og blues sanger. Han blev kendt i DRs talentshow Talent 2008, hvor han endte på en tredjeplads. Året efter Talent spillede han til forskellige konserter på Færøerne med sit eget band. Først kaldte de sig A-55, derefter Stewies Loveranch, Ragnar spillede guitar og vocal i bandet. Ragnar's far, Finnur Hansen, er også musiker og spiller forskellige instrumenter i forskellige bands og er ofte musiker på forskellige albums af færøske musikere. Ragnar's mor, Malan Thomsen, er også sanger. Ragnar Finsson har studeret folkemusik i Malmø, Sverige. Han har udgivet albums både under eget navn og med Raske Drenge.

## Udgivelser
Under eget navn: 
- As The Sun Sinks Down, Tutl, 2017

Med Raske Drenge
- Raske Drenge, Tutl, 2020[6]

## Talent 2008
Under aditionen til Talent 2008 stillede han op med Green Days 'Good Riddance (Time of your life)' og kom videre til semifinalen, hvor han spillede Nenas '99 Red Balloons'. Han blev sendt videre i finalen, hvor han spillede sin egen sang She's leaving.

## Hæder
- 2008 - Nr. 3 ved DR's konkurrence og underholdningsudsendelse Talent.
- 2016 - Nomineret ved Faroese Music Awards i kategorien Årets nye navn.